# Hynčice
Hynčice (på tysk Heizendorf) er en by i Tjekkiet.